# Koroğlu (Metro de Bakú)
Koroğlu es una estación del Metro de Bakú. Se inauguró el 6 de noviembre de 1972.